# Olavo Oliveira
Olavo Oliveira (Granja, 13 de junho de 1893 – , 28 de dezembro de 1966) foi um professor, escritor, advogado, promotor de justiça e político brasileiro com atuação no estado do Ceará, onde foi deputado estadual, deputado federal e senador.
Na década de 1940, Olavo foi proprietário do jornal O Democrata.

## Atuação política
Exerceu o mandato de deputado estadual de 1925 a 1928; deputado federal de 1935 a 1937, e iniciou o mandato de deputado federal em 1946, mas foi eleito senador, exercendo de 1946 a 1955.

## Obras publicadas
Relação de obras de literatura jurídica:
- O delito de matar
- Alegações na justiça
- Concurso de delitos
- Ação penal e suas modalidades
- Pela união nacional
- Um caso inédito de responsabilidade criminal
- A tragédia do Acarape
- Intensificação de peculato
- O júri na Terceira República